# 八代市立植柳小學校
32°29′31″N 130°36′11″E / 32.491917°N 130.603194°E
八代市立植柳小學校位在日本熊本縣八代市植柳上町，是一間由八代市設立的小學校。

## 歷史
- 1874年（明治7年） - 在假屋人吉藩的倉庫創立植柳學校，後改稱為公立植柳小學校。
- 1887年（明治20年）4月 - 改稱尋常植柳小學校。
- 1892年（明治25年）4月 - 改稱植柳尋常小學校。
- 1941年（昭和16年）4月 - 發布國民學校令，校名改稱植柳國民學校。
- 1947年（昭和22年）4月 - 設置新制植柳中學校，改稱為植柳小學校。
- 1963年（昭和38年）2月 - 舉行創立88週年紀念典禮。
- 1965年（昭和40年）2月 - 舉行創立90週年記念紀念典禮。
- 1974年（昭和49年）3月3日 - 舉行創立100週年紀念典禮，並發行紀念誌。
- 2007年（平成19年）2月24日 - 因火災而體育館燒毀。
- 2008年（平成20年）5月11日 - 舉行新體育館落成典禮。

## 所在地
- 熊本縣八代市植柳上町449

## 交通
- 巴士
  - 產交巴士 - 於「植柳上町」下車，步行約5分鐘。

- 車輛
  - 八代IC - 車程約15分鐘。
  - 八代站 - 車程約10分鐘。

## 周邊設施
- 球磨川
- 八代市立麥島小學校
- 八代市立第三中學校

## 外部連結
- 八代市立植柳小學校網站（页面存档备份，存于）